# TV 수신 카드

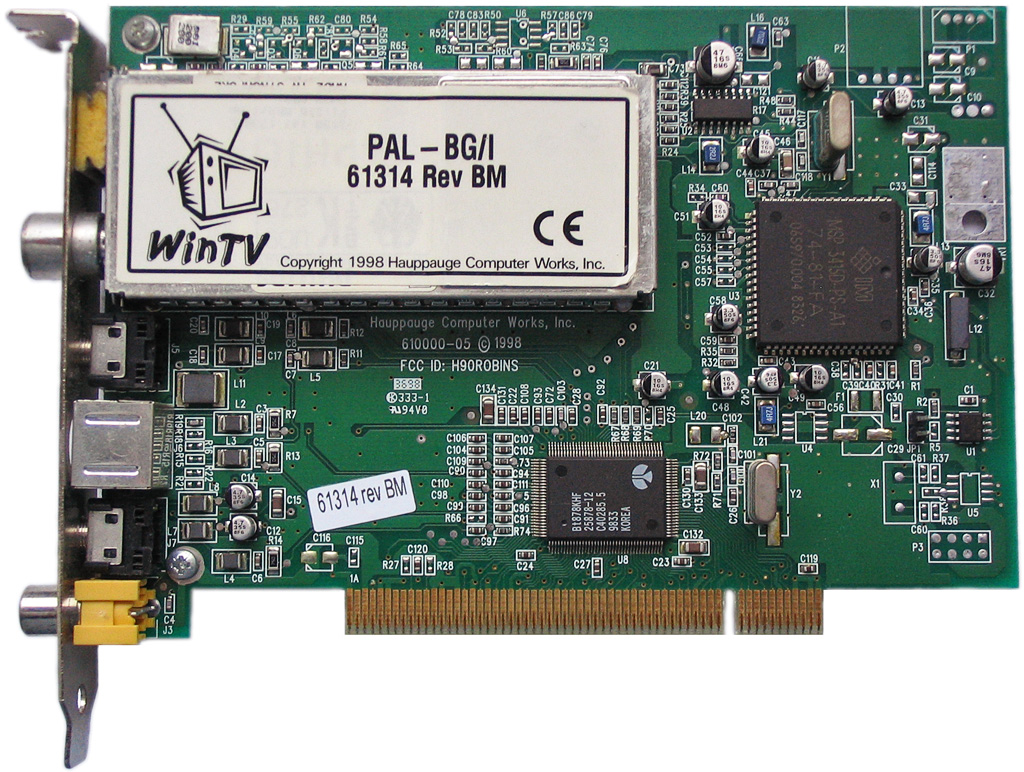
허퍼지 윈TV TV 수신 카드

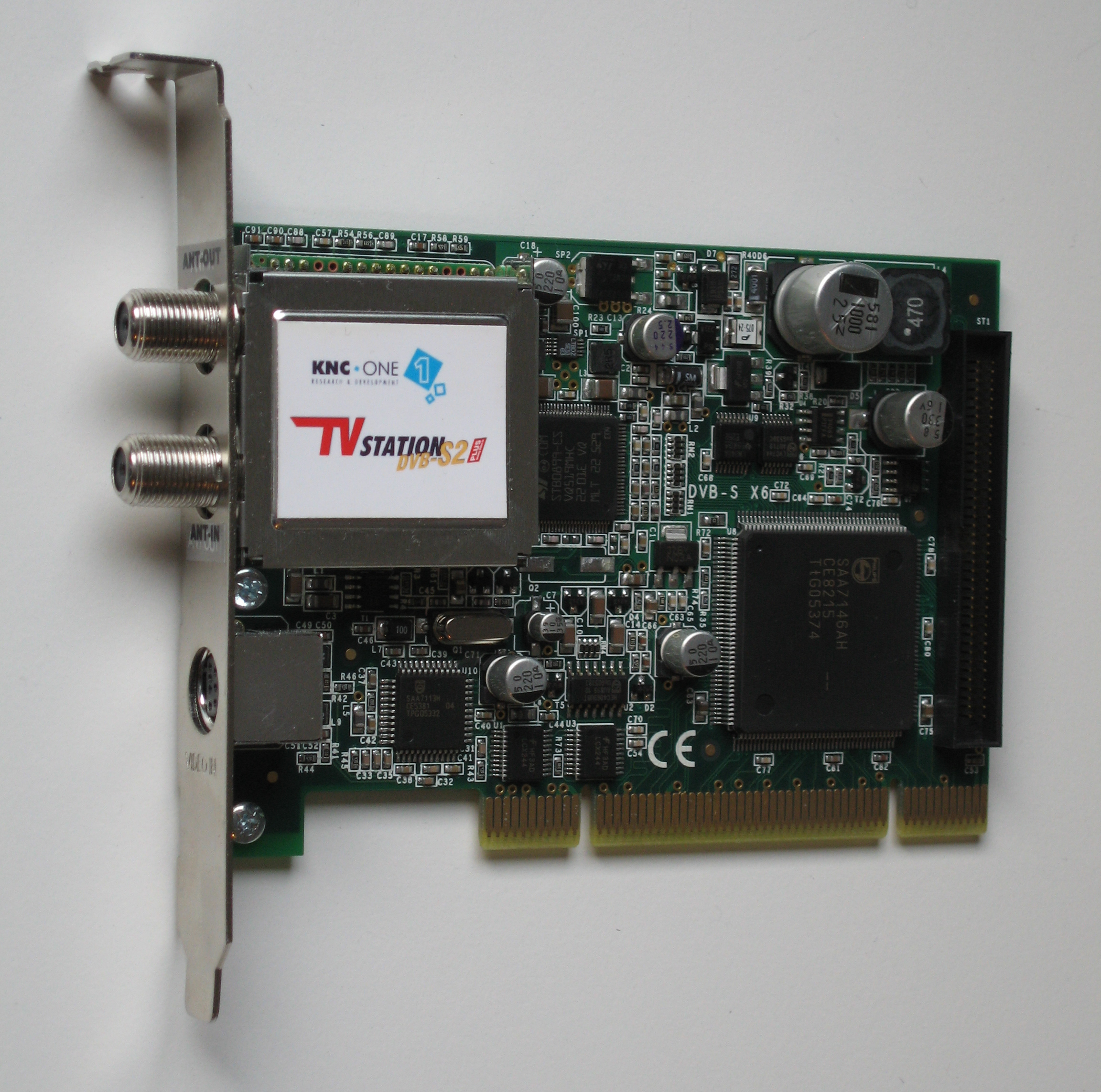
최초의 DVB-S2 수신 카드 가운데 하나

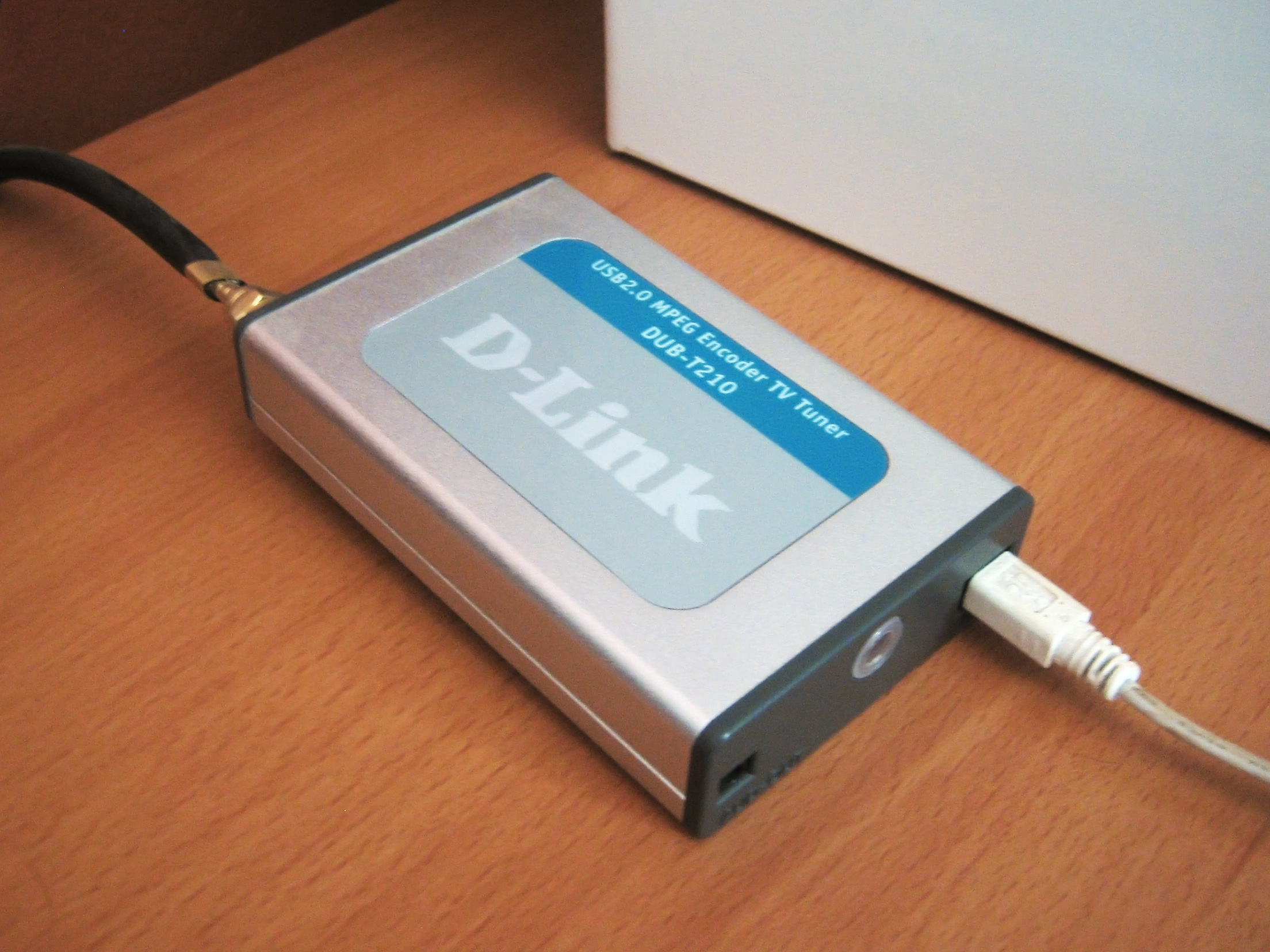
디링크 외장 TV 수신 장치

TV 수신 카드는 TV 튜너 카드(TV tuner card)라고도 하며, 컴퓨터가 수신할 수 있도록 텔레비전 신호를 받아들이는 컴퓨터 부품이다. 대부분의 TV 튜너는 비디오 캡처 카드로 기능할 수 있으며, 하드 디스크에 텔레비전 프로그램을 녹화하도록 도와준다.

## 종류
시장에 풀려 있는 TV 카드의 종류는 4가지가 있다.
- 아날로그 TV 수신 카드 : 저렴한 모델은 신호 그대로의 데이터를 출력하며, 다른 장치의 좋은 인코딩 성능, 이를테면 속도가 빠른 시스템 CPU를 요구한다. 가격이 비싼 모델들은 신호를 MPEG로 변환하는데, CPU에 부하를 덜 준다. 많은 카드들은 아날로그 입력(컴포지트 비디오, S 비디오)을 허용하며 많은 수가 FM 라디오 수신을 제공한다.
- 디지털 TV 수신 카드 (위성 TV 포함) : 디지털 TV는 MPEG 스트림으로 방송을 수신하므로 인코더가 필요하지 않다. 대신 디지털 카드는 많은 전력을 사용하지 않게 하기 위해 전송 스트림으로부터 올바른 PID를 추출해야 한다.
- 하이브리드 수신 카드 (아날로그, 디지털 동시 입력 가능) : 하이브리드 튜너는 하나의 튜너가 아날로그 튜너나 디지털 튜너처럼 동작하도록 구성되어 있다. 아날로그와 디지털 시스템 사이를 전환하는 것은 매우 쉽지만 동시에 수행될 수는 없다.
- 콤보 튜너 수신 카드 (아날로그 튜너와 디지털 튜너 둘 다 있음) : 하이브리드 튜너와 비슷하지만, 2개의 별도의 튜너를 장착하고 있다. 디지털 신호의 영상을 녹화하는 동안 아날로그 신호의 영상을 시청할 수 있고, 또는 두 가지 비슷한 작업을 한꺼번에 병행할 수 있다. 이 카드는 아날로그 튜너와 디지털 튜너로서 동작한다. 아날로그 카드와 디지털 카드를 동시에 구매하지 않아도 되기 때문에, 슬롯의 공간을 아낄 수 있고 돈이 덜 들어간다는 것이 장점이다. 미국에서는 아날로그 방송이 디지털 방송으로 전환해 가고 있는데, 이러한 가운데 이러한 튜너들이 인기를 끌고 있다.

아날로그 카드와 같이 하이브리드 수신 튜너와 콤보 수신 튜너는 튜너 카드 위에 전문 칩을 사용하여 인코딩을 수행하고, CPU에 작업을 떠맡긴다. 이러한 튜너 카드들은 "하드웨어 인코딩"을 사용하는데 보통 더 높은 품질을 가진다고 여겨진다. 소형 USB 튜너 스틱은 2006년과 2007년에 더욱 인기를 끌었으며 앞으로도 인기가 상승할 것으로 예측하고 있다. 이러한 작은 튜너들은 크기 제약 때문에 하드웨어 인코딩 기능을 가지고 있지 않다.
이와 관련된 장치로는 디지털 텔레비전 어댑터가 있으며 이 장치는 DVB나 ATSC 신호를 수신하여 아날로그 TV에서 사용하기 위한 아날로그 신호로 변환한다.

## 제조 업체

### 대한민국
- 스카이디지탈
- 디비코

### 해외
- 에이서스
- ATI 테크놀로지스
- 리드텍
- 엔비디아

## 같이 보기
- 하드웨어 오버레이